# Sarcophaga mendax
Sarcophaga mendax är en tvåvingeart som först beskrevs av Walker 1859.  Sarcophaga mendax ingår i släktet Sarcophaga och familjen köttflugor. Inga underarter finns listade i Catalogue of Life.